# Allerslev (Vordingborg)
Allerslev is een plaats in de Deense regio Seeland, gemeente Vordingborg. De plaats telt 256 inwoners (2019) en valt binnen de parochie Allerslev.
Allerslev wordt voor het eerst genoemd in 1263 als Alffuersløff. Het eerste deel van de naam is afkomstig van de persoonsnaam Alvar. De kerk van Allerslev is echter al van een vroegere datum: waarschijnlijk is deze begin 12 eeuw gebouwd. Als bouwmateriaal is de krijtsteen van Stevns Klint gebruikt.
In 1682 bestond het dorp uit 22 boerderijen. 
In 1898 werd Allerslev omschreven als zijnde een dorp met een kerk, een school en een herberg. Op landkaarten uit de 2e helft van de 19e eeuw zijn verder nog een smidse, een armenhuis en een melkfabriek te zien.
In 1913 werd Allerslev aangesloten op de spoorlijn Næstved - Mern. In 1961 werd de lijn echter weer opgeheven. Het stationsgebouw is bewaard gebleven.